# Das achte Gebot (Die Simpsons)
Das achte Gebot (engl. Titel: Homer vs. Lisa and the 8th Commandment) ist die 13. Folge der zweiten Staffel und damit die 26. Episode der Serie Die Simpsons. Sie gewann im Jahre 1991 den Primetime Emmy Award in der Kategorie Outstanding Animated Program (For Programming Less Than One Hour).

## Handlung
Homer erfährt von einem Fernsehtechniker, der ihm für wenig Geld illegal Kabelfernsehen verschaffen kann, und ergreift die Gelegenheit sofort. Die neuen Kanäle bieten Unterhaltung für die ganze Familie, doch dann lernen Bart und Lisa in der Sonntagsschule alles über die Hölle und erfahren, dass man ihr entgehen kann, wenn man die Zehn Gebote befolgt. Während Bart die Sache völlig egal ist, plagt Lisa daraufhin das schlechte Gewissen, verstößt doch ihr Vater mit dem Kabelklau gegen das achte Gebot. 
Nur Marge nimmt Lisas Befürchtungen ernst, während Homer all seine Kollegen zu einem Boxkampf einlädt, der nur im Kabelfernsehen übertragen wird. Am Ende besinnt er sich aber doch noch auf seine Pflicht als Vater und so wartet die Familie versammelt vor dem Haus, während die Gäste sich drinnen den Boxkampf ansehen. Danach durchschneidet Homer eigenhändig das Kabel (sorgt dabei aber auch im ganzen Viertel für einen Stromausfall).

## Hintergrund
Die Folge wurde vom freischaffenden Autoren Steve Pepoon geschrieben. Er thematisiert die Kabelfernsehen-Piraterie, die zu dieser Zeit alltäglich in den Vereinigten Staaten war.
Die Figur „Troy McClure“, ein Moderator und ehemaliger Schauspieler, hat in dieser Folge ihren ersten Auftritt.
Als Homer den davonfahrenden Kabel-Verleger aufhalten will, gerät er unter den Motorblock von dessen Laster, was eine Referenz an Der unsichtbare Dritte von Alfred Hitchcock ist.